# Prisogasterinae
Prisogasterinae is een onderfamilie van weekdieren uit de klasse van de Gastropoda (slakken).

## Geslacht
- Prisogaster Mörch, 1850